# Marth (inslagkrater)
Marth is een relatief kleine concentrische maankrater (een krater met dubbele rand) in het westelijke gedeelte van het vlakke maregebied Palus Epidemiarum ten zuiden van Mare Humorum en Mare Nubium op de naar de aarde toegekeerde kant van de Maan. Marth is de enige concentrische maankrater die een onafhankelijke naam heeft gekregen. De grootste concentrische maankrater, Hesiodus A, is vernoemd naar de zich in de buurt bevindende krater Hesiodus. De concentrische krater Marth dankt zijn naam aan de Beierse selenograaf Johann Nepomuk Krieger (1865-1902). Krater Marth is item N°27 in de lijst van concentrische kraters op de maan, samengesteld door de Amerikaanse selenoloog en vulkaandeskundige Charles A. Wood (1978).

## Het waarnemen van Marth
Gezien het feit dat Marth een relatief kleine concentrische krater is met een diameter van een zestal kilometer, valt het nogal tegen om er degelijke telescopische waarnemingen van te verrichten. De atmosfeer boven de maanwaarnemer moet zeer stabiel zijn en geen storende luchtturbulenties te zien geven tijdens het waarnemen. Met de komst van digitale beeldverwerkingstechnieken en de aan de telescoop aankoppelbare webcam is het echter mogelijk om alsnog haarscherpe opnames te maken gedurende extreem kortdurende momenten van uitzonderlijke rust in de atmosfeer.

## Marth α, Marth β en Marth γ
Net ten westen van de concentrische krater Marth bevinden zich drie kleine heuvels die samen een driehoek vormen. Deze drie heuvels hebben, omdat ze zich in de nabijheid van de krater Marth bevinden, de namen Marth alpha, Marth beta en Marth gamma gekregen (Marth α, Marth β en Marth γ). In recente maanatlassen en maankaarten komen deze griekse letters niet meer voor.

## Mercator A
Ten oostnoordoosten van Marth bevindt zich de iets grotere komvormige krater Mercator A. Deze krater bezit een systeem van radiale donkere banden op glooiende binnenhellingen met relatief hoog albedo. Dit systeem van donkere banden heeft de vorm van een 'X', en is een opvallende verschijning op hogeresolutiefoto's afkomstig van de Lunar Reconnaissance Orbiter (LRO), genomen tijdens hoogstaande zon. Een vergelijkbaar systeem van radiale donkere banden is te zien in de komvormige krater Gambart L ten noorden van de vlakke krater Gambart.